# Motor-Talk.de
Motor-Talk.de (Eigenschreibweise: MOTOR-TALK.de) ist eine Website in deutscher Sprache zum Thema Mobilität. Motor-Talk.de wird von gutefrage.net betrieben. Kernstück der Seite ist das Forum, in dem sich registrierte Nutzer seit 2001 über Autos und Motorräder austauschen können. Von Mai 2012 bis November 2018 gab es eine eigene Vollredaktion zu autospezifischen Themen.
Motor-Talk.de besteht aus verschiedenen Bereichen. Neben dem Forum gibt es zum Beispiel Nutzerblogs, Auto-Testberichte, einen privaten Marktplatz und die Kaufberatung Motoragent. Motor-Talk.de ist die größte Online-Community zum Thema Automotive in Deutschland und Europa.

## Geschichte
Motor-Talk.de wurde im Mai 2001 von Hartmut Wöhlbier und Olivier Steinhoff gegründet. Steinhoff verließ das Projekt einige Monate später. Die ursprüngliche Idee hinter Motor-Talk.de war, eine Dachcommunity für die bestehenden markengebundenen automotiven Communitys zu schaffen. Die Kooperationen kamen jedoch nicht zu Stande, so dass Wöhlbier beschloss, eine eigenständige, markenübergreifende Community zu gründen. Deren Konzept bestand darin, alle Inhalte, auch News, Anzeigen sowie Buch- und Zeitschriftenvorstellungen von Nutzern kommentierbar zu machen.
Dieses Konzept ließ Motor-Talk.de in wenigen Jahren zur größten Community im Automotive-Bereich in deutscher Sprache werden. Zahlreiche ehrenamtlich arbeitende Moderatoren flankierten den Aufbau inhaltlich. Die dadurch gewachsenen Anforderungen verlangten jedoch weitere personelle Unterstützung sowie Kapital. Im Mai 2007 entstand die Motor-Talk GmbH, bei der Tom Kedor, Bert Schulzki und Hartmut Wöhlbier bis zum 1. Januar 2016 als Geschäftsführer arbeiteten.
Seit Mai 2012 arbeitete Timo Friedmann als Chefredakteur für Motor-Talk. Er baute die Redaktion weiter aus und erweiterte die Reichweite bis zur Schließung Ende 2018.
Am 28. September 2015 übernahm mobile.de als alleiniger Gesellschafter die Motor-Talk GmbH. Malte Krüger, Geschäftsführer von mobile.de, wurde ab diesem Zeitpunkt ebenfalls Geschäftsführer der Motor-Talk GmbH. Zum 26. Februar 2016 wurde die Motor-Talk GmbH aufgelöst und Motor-Talk.de ab diesem Zeitpunkt von der mobile.de GmbH betrieben.
Anfang November 2018 wurde bekannt, dass die komplette Redaktion entlassen wurde. Der letzte redaktionelle Beitrag wurde am 28. Dezember 2018 veröffentlicht.
Am 4. April 2019 ging eine neue Startseite online. Sie legte den Hauptfokus wieder auf Community-Content.
Am 5. Oktober 2023 teilte der Betreiber mobile.de GmbH mit, dass Motor-Talk mit sofortiger Wirkung vom Portal gutefrage.net übernommen wurde. Zuvor hatte mobile.de im Juli angekündigt, Motor-Talk zum Januar 2024 einzustellen und die Seite vom Netz zu nehmen, falls sich kein Käufer finden würde. Im Mitglieder-Informationsblog auf Motor-Talk wird ausgeführt, dass Motor-Talk von gutefrage.net im Wesentlichen unverändert fortgeführt werden soll.

## Entwicklung
- Mai 2001: Motor-Talk.de 1.0
- Oktober 2001: Erste Kleinanzeigen-Foren
- Juli 2002: Einführung von ersten News durch kooperierende Partner
- 2007: Tom Kedor und Bert Schulzki werden neben Hartmut Wöhlbier weitere Geschäftsführer
- Juli 2007: Version 2.0
- Dezember 2007: Einführung von Nutzerblogs
- Februar 2008: Überarbeitetes Design
- Januar 2009: Version 3.0
- Juli 2009: Erweiterte Nutzerprofilseiten
- Februar 2010: Die Nutzer können eigene Fahrzeugprofile erstellen
- Juni 2011: Erstellung erster Nutzer Testberichte[10] in Kooperation mit Auto Bild
- Januar 2012: 2-Millionen-Mitglieder-Marke geknackt; 31 Mio. Beiträge, 3,7 Mio. Themen[11]
- Mai 2012: Timo Friedmann neuer Chefredakteur bei Motor-Talk.de; gleichzeitig Launch der neuen Website
- Juni 2013: 2,3 Mio. Mitglieder
- November 2013: Erste Forschungscommunity „Motor-Talk Forscht“ mit einem Kooperationspartner aus der Automobilbranche
- Januar 2014: Launch des Autokaufberaters MotorAgent[12]
- Herbst 2014: Entwicklung der Fahrzeugdatenbank Carfacto
- 28. September 2015: Die Mobile.de GmbH wurde alleiniger Gesellschafter der Motor-Talk GmbH
- 26. Februar 2016: Die Motor-Talk GmbH wurde aufgelöst und ab sofort von der mobile.de GmbH betrieben
- 28. Dezember 2018: Die eigenständige Motor-Talk-Redaktion wurde aufgelöst. Die Website wurde als reines Forum weiter betrieben.
- 4. April 2019: Startseite von Motor-Talk geht neu gestaltet online[13]
- 27. Februar 2020: Launch des verbesserten Editors auf Motor-Talk[14]

## Funktion und Angebot
Die Motor-Talk-Community gliedert sich in mehrere Bereiche. Zum passiven Benutzen der Plattform ist keine Registrierung erforderlich. Die Texte und Bilder sind frei zugänglich und auch über gängige Suchmaschinen zu finden. Um eigene Beiträge zu verfassen oder mit Usern kommunizieren zu können, ist jedoch eine Registrierung erforderlich. Als registrierter Nutzer kann man auf das Cockpit zugreifen. Das Cockpit ist eine Übersicht über abonnierte Foren, Themen und Blogs sowie über Private Nachrichten (PNs) oder Freundschaftsanfragen. Die Nutzer können sich als Buddys oder Freunde miteinander vernetzen.

### Foren
In den Foren können sich Nutzer zu autobezogenen Fragen austauschen und sich informieren. Die Foren sind nach Fahrzeugmarke, -modell und teilweise auch -baureihe sowie in Themenforen (z. B. Alternative Kraftstoffe, Fahrzeugpflege, Finanzierung) gegliedert.

### Blogs
Der Blogbereich bietet kreativen Nutzer die Möglichkeit, sich als Hobbyautoren am Schreiben von eigenen Beiträgen zu versuchen. Registrierte Nutzer können Blogs abonnieren und so regelmäßig mitlesen. Außerdem können sie Artikel kommentieren. Um besondere Blogartikel hervorzuheben, können sie von den Nutzern als lesenswert markiert werden. Monatlich werden Blogs mit der sogenannten „Blogempfehlung“ ausgezeichnet. Die Themen der Blogs sind offen, der Fokus liegt bei den meisten Nutzern auf automotiv Inhalten. Doch auch Blogs zur allgemeinen Kommunikation der Nutzer bilden einen festen Bestandteil der Community. Zudem gibt es den Motor-Talk-Blog, in dem interne Neuigkeiten an die Community übermittelt werden.

### Startseite / News
Auf der Startseite wurden Neuigkeiten aus dem Auto- und Motorbereich erstellt und veröffentlicht. Der Newsbereich umfasste Fahrberichte, Neuvorstellungen, Testberichte, Videos, Messeberichte usw. Die Redaktion wurde von Timo Friedmann als Chefredakteur geleitet. Neun Redakteure arbeiteten von Berlin aus. Anfang 2019 wurden die News eingestellt. Motor-Talk.de ist seitdem wieder eine Community-basierte Website mit nur noch wenigen fest Angestellten.

### Testberichte
Die Nutzer können eigene Fahrzeugtests verfassen und die Tests der anderen Communitymitglieder lesen. Mit maximal fünf Sternen kann man Karosserie, Antrieb, Fahrdynamik, Komfort und Emotion der verschiedenen Fahrzeugmodelle bewerten. Dies ermöglicht jedem Nutzer eine transparente Bewertung zu jedem hinterlegten Fahrzeug zu erhalten. Sehr ausführliche Testberichte die zusätzlich auch von anderen Nutzern als hilfreich markiert wurden bekommen die Auszeichnung „detaillierter Test“.

### Marktplatz
Im Marktplatz gibt es ausschließlich private Angebote und Gesuche zum Thema Auto und Motorrad.

### MotorAgent
Der Kaufberater MotorAgent ist seit Januar 2014 online und soll bei der Suche nach dem passenden Auto helfen. Dabei greift er auf die Testberichte der Community sowie auf reale Kraftstoffverbrauchsangaben von Spritmonitor zurück.

### Carfacto
Carfacto ist eine Fahrzeugdatenbank, die technische Daten, Bilder und Testberichte (inkl. Verbrauchsangaben von Spritmonitor) zu allen Fahrzeugen auf einer Plattform zusammenfasst. Die Modelle sind nach Aufbauform und Baujahr sortiert.

## Moderatoren und Forenpaten
Zurzeit sind etwa 50 ehrenamtliche Moderatoren aktiv. Sie überwachen die Einhaltung der Motor-Talk.de-Nutzerregeln sowie der rechtlichen und ethischen Grundsätze. Die Moderatoren stammen aus den Reihen der Forennutzer und sind auch weiterhin als Nutzer tätig.
Die Nutzer haben die Möglichkeit, Moderatoren über einen Button zu alarmieren, falls sie einen Verstoß feststellen. Alle Moderatoren können im ganzen Forum agieren, jedoch gibt es eine Zuständigkeit für die einzelnen Unterforen. Generell werden die meisten Konflikte aber von den Mitgliedern selbst gelöst.
Rund 100 Forenpaten unterstützen die Moderatoren. Sie sorgen im Forum für Ordnung, indem sie z. B. falsch erstellte Threads verschieben und richtig einsortieren.

## Communitymanagement
Mit dem ständigen Wachstum des Forums und der Mitgliederzahlen wurde ein professionelles Communitymanagement nötig. Die Communitymanager kümmern sich um die Nutzer in den verschiedenen Foren und halten engen Kontakt zu den Moderatoren.

## Motor-Talk Forscht
Im November 2013 startete Motor-Talk ein Forschungsprojekt namens Motor-Talk Forscht. Zusammen mit einem kooperierenden Fahrzeughersteller werden ausgesuchte Nutzer in kleinen, geschlossenen Communitys eingeladen, über bestimmte Aspekte oder Fragestellungen zu diskutieren.

## Daten und Entwicklung
Nach einer Auswertung der Arbeitsgemeinschaft Online Forschung (AGOF) hatte Motor-Talk.de im März 2017 3,4 Millionen Unique User. Die IVW bescheinigt der Plattform für November 2020 ca. 16 Millionen Visits.

### Aktuelle Daten
Stand: August 2017
- 2.847.594 registrierte Nutzer
- 50.180.863 Beiträge
- 5.941.310 Themen
- 1.033.982 von Nutzern angelegte Fahrzeugprofile
- 771 Marken- und Themenforen
- 9.163 Blogs
- 8.578 Umfragen wurden von Nutzern gestartet
- 3.430.366. Bilder
- durchschnittlich 4.500 Benutzer gleichzeitig online (Rekord: 31. August 2015 44.404 Benutzer gleichzeitig online)